# Gabeldorsch

Das Verbreitungsgebiet des Gabeldorschs

Die Gabeldorsch (Phycis blennoides) ist ein Knochenfisch aus der Ordnung der Dorschartigen (Gadiformes). Er kommt in der Nordsee, im Mittelmeer und im östlichen Atlantik von den Küsten Norwegens und Islands im Norden bis zum mauretanischen Cap Blanc im Süden vor.

## Merkmale
Die Fischart erreicht eine maximale Gesamtlänge von 110 Zentimeter, bleibt für gewöhnlich aber bei einer Länge von weniger als 45 Zentimeter, und ein Maximalgewicht von 3,5 kg. Die ersten Flossenstrahlen der ersten, kurzen Rückenflosse und der Bauchflossen sind verlängert. Die der Bauchflossen ragen, an den Rumpf angelegt, weit über den Ansatz der Afterflosse nach hinten. Zwischen der ersten Rückenflosse und der Seitenlinie liegen 5 oder 6 Schuppenreihen. Gabeldorsche sind auf dem Rücken braun bis rötlich grau gefärbt, der Bauch ist heller. Die unpaaren Flossen haben einen dunklen Rand. Auf halber Länge der zweiten Rückenflosse befindet sich oft ein länglicher dunkler Fleck.

## Lebensraum und Lebensweise
Der Gabeldorsch lebt benthopelagisch über Sand- und Schlammböden von 10 bis 800 m Tiefe, meistens in Tiefen von 100 bis 450 Metern. Jungfische halten sich eher auf dem Kontinentalschelf auf, während ausgewachsene Gabeldorsche bevorzugt über den oberen Bereichen des Kontinentalhangs leben. Gabeldorsche ernähren sich hauptsächlich von Krustentieren und Fischen. Exemplare, die kleiner
als 15 Zentimeter sind, fressen vor allem Ruderfußkrebse und Flohkrebse, für die ausgewachsenen Fische sind diese Beutetiere in der Regel zu klein. Gabeldorsche wachsen relativ langsam, Weibchen aber schneller als Männchen. Bei Erreichen der Geschlechtsreife sind die Männchen ca. 18 Zentimeter lang, die Weibchen haben dann schon eine Länge von etwa 33 Zentimeter. Im Mittelmeer leichen die Tiere von Januar bis Mai, im nordöstlichen Atlantik vom Frühjahr bis zum Sommeranfang. Gabeldorsche können 20 Jahre alt werden.